# Регата «Морской Корпус»
«Морской Корпус» — две международные парусные регаты, проведённые в 2010 и 2011 годах. Были организованы неправительственной организацией «Русский Морской Корпус», созданной Фондом поддержки нацпроектов при участии Военно-морского флота России с целью отдания долга исторической памяти истории Русского Флота и проведения патриотических парусных регат профессионального уровня и дальних крейсерских походов под Андреевским Флагом в акватории Мирового океана.

## Описание
Регата «Морской Корпус» ставит своей целью проведение международного парусного соревнования крейсерских яхт профессионального уровня для:
- привлечения внимания к славной истории Флота — незыблемой основы крепости и целостности государства;
- отдания долга памяти местам воинской славы;
- укрепления межгосударственных отношений стран участниц регаты;
- взаимосвязи морских традиций и православия;
- привлечения внимания к избыточности административных барьеров в развитии яхтинга на постсоветском пространстве;
- воспитании подрастающего поколения в духе патриотизма и мужества;
- сплочения военных моряков путём совместного участия в регате яхтенных команд от Военно-морских сил стран одного морского бассейна.

## История регаты
Первые две регаты серии «Морской Корпус» проходили в акватории Чёрного Моря. Ядро участников составили яхтенные команды от Черноморского Флота России и Военно-Морских Сил Украины. Это были первые на постсоветском пространстве совместные соревнования флотских спортсменов, организованные на таком уровне. Девиз регаты «Морской Корпус»: «Море объединяет!»

### Регата Морской Корпус — Чёрное Море 2010
Первая Международная парусная регата Морской Корпус — Черное Море 2010, посвящённая 65-летию Великой Победы, стартовала 12 июня 2010 года в День России и 227 годовщину со Дня основания морской крепости Севастополь
Регата проходила по маршруту Севастополь — Балаклава — Артек — Севастополь. Этапы регаты пошли в период с 12 по 18 июня 2010 года. Общая протяжённость этапов составила 140 морских миль.
В регате приняли участие 14 экипажей в классе крейсерских яхт от Черноморского Флота и Военно-Морских Сил Украины, а также яхтенные команды из Одессы, Киева и Севастополя в трёх дивизионах по системе гандикапа ORC Club.
- Первый дивизион (зачётная группа) составили яхты общей длиной до 8 метров;
- Второй дивизион — яхты до 12 метров;
- Третий дивизион- яхты свыше 12 метров;

Регата проводилась под патронажем Администраций Президента России и Президента Украины. Министром обороны Российской Федерации А. Э. Сердюковым были даны указания Главнокомандующему ВМФ РФ и Командующему Черноморским Флотом о поддержке регаты. В адрес Оргкомитета регаты были направлены приветствия от Администрации Президента России, Министра обороны России, Главного командования ВМС Украины, Мэра города Москвы, Мэра города Севастополя, ректора МГУ им М. В. Ломоносова, Яхт-клуба Черноморского Флота, Международного детского центра Артек, Городского совета Севастополя, Городского совета Феодосии, яхт-клубов стран Черноморского бассейна: России, Украины,Турции, Болгарии, Румынии.
Регата, прошедшая в ознаменование 65-й годовщины Великой Победы, была призвана не только оказать содействие развитию парусного спорта, но и привлечь внимание общества к истории отечественного флота, укрепить дружественные отношения между двумя морскими державами — Россией и Украиной. Особая миссия регаты — дань памяти подвигу моряков в годы войны, поэтому участники соревнований возложили венки от российских и украинских яхт-клубов и организаций к местам Воинской славы в акватории Чёрного моря

#### Хроника этапов регаты
- 12 июня, в день города-героя Севастополя состоялось торжественное открытие регаты.
- В 9:00 на площади Нахимова участники регаты совместно с руководством города и высокопоставленными лицами России и Украины возложили венок к Вечному огню в память о подвиге советских воинов в годы Великой Отечественной войны.
- Особую торжественность церемонии подъема флага Русского Морского Корпуса придало участие в ней роты почетного караула Черноморского флота Российской Федерации. Флотский оркестр исполнил Государственные гимны стран участников регаты.
- Духовенством Севастополя был отслужен торжественный молебен покровителю моряков Святителю Николаю Мирликийскому.
- Старт первого этапа регаты был дан в Севастополе в 16 часов 12 июня. Её первый этап прошел в формате 4x мильной по групповой дистанции на внешнем рейде Севастополя. Яхты совершили поворот вокруг Стрелецкой вехи и устремились к финишу, обозначенному командным судном регаты.
- Ввиду того, что изначально регата, по договоренности с МДЦ «Артек» должна была прибыть 16 июня на празднование 85-летия легендарного лагеря, по решению гоночного комитета, запланированный переход в Феодосию, по причине штилевой полосы и увеличения сроков перехода, был отменен.
- 13 июня, после брифинга капитанов регата в составе 14 крейсерских яхт взяла курс на Балаклаву, где успешно финишировал возле отметки установленной командным судном регаты — флагманом Русского Морского Корпуса 60 футовой яхтой-кеч «Орион».
- 14 июня яхты регаты совершили построение на внешнем рейде Балаклавы, где в торжественной обстановке на воды Черного моря был спущен венок от Русского Морского Корпуса в память о геройски погибших военных моряках. После этого был дан старт и яхты взяли курс на Артек. Они финишировали далеко за полночь, успешно завершив третий этап гонки.
- 15 и 16 июня были посвящены торжественным мероприятиям в честь празднования 85-летия «Артека». Незадолго до начала регаты, Международный детский центр возглавило новое руководство во главе с генеральным директором Артека Еленой Поддубной, которое оказало радушный прием флоту регаты;
- 15 июня 2010 года воспитанники Морской флотилии Артека исполнили для участников регаты торжественную композицию «Реквием». Вечером от памятника Неизвестному Матросу в торжественной атмосфере на побережье лагеря был пронесен венок из живых цветов, сплетенный детьми Артека. Его положили в шлюпку с командой Морской флотилии Артека. Командное судно «Орион» и яхты регаты, подняв флаги расцвечивания и построив экипажи на носу, сопровождали шлюпку с экипажем детей Артека. На внешнем рейде порта венок из живых цветов опустили в воды Черного моря;
- 16 июня для детей Артека состоялся концерт коллектива известного во многих странах мира — Ансамбля песни и пляски Черноморского Флота. Это выступление стало подарком детям Артека от участников регаты к 85-летию знаменитого лагеря.
- Утром 17 июня 2010 года флот регаты взял курс на Севастополь, где и финишировал поздно вечером 18 июня, завершив 5 заключительный этап регаты.
- 18 июня на площадке летней сцены Приморского бульвара, одном из красивейших мест города-героя Севастополя, состоялось торжественное закрытие регаты и награждение победителей и призеров.

#### Победители и призёры
Места в первой группе (яхты до 8 метров) распределились так:
- 1-е место «Вега» (яхт-клуб ЧФ РФ, капитан Андрей Кравчук);
- 2-е место «Юнона» (ВМС Украины, капитан яхты капитан 1 ранга запаса Юрий Наумов);
- 3-е место «Корсар» (Севастополь, капитан Иван Чехлатый);

Во второй группе (яхты до 12 метров):
- 1-е место «Луна» (Одесса, капитан Юрий Ковбасюк);
- 2-е место яхта «Святой Георгий» (Киев, капитан Владимир Шишкин);
- 3-е место «Айя» (яхт-клуб ЧФ РФ, капитан яхты капитан 1 ранга Валерий Зубков);

По решению Гоночного комитета 3 зачетная группа больших яхт была присоединена ко 2 дивизиону.

### Регата Морской Корпус — Города Герои 2011
В период с 11 июня по 18 июня 2011 года Русский Морской Корпус организовал проведение Второй международной патриотической регаты «Морской Корпус — Города Герои 2011», с торжественным открытием в городе-герое Севастополь 11 июня 2011 года в канун Дня России и Дня города-героя Севастополя.
Регата проходила по маршруту Севастополь — Балаклава — Артек — Севастополь. Этапы регаты пошли в период с 11 по 18 июня 2010 года. Общая протяжённость этапов составила 145 морских миль.
В регате приняли участие 17 экипажей в классе крейсерских яхт и более 100 участников от Черноморского Флота и Военно-Морских Сил Украины, а также яхтенные команды из Севастополя в трех дивизионах по системе гандикапа ORC Club.
- Первый дивизион (зачетная группа) составили яхты общей длиной до 8 метров;
- Второй дивизион — яхты до 12 метров;
- Третий дивизион — яхты свыше 12 метров;

Регата была официально включена в календарь Всероссийских соревнований, в календарь соревнований Международной парусной федерации (ISAF), в календарь Парусной Федерации Севастополя, в «План физической подготовки и спортивно-массовых мероприятий Вооруженных Сил Российской Федерации на 2011 год», утвержденный Министром обороны России 9 декабря 2010 года и находящийся на личном контроле руководства Министерства обороны Российской Федерации.
Сопровождение и охрану водного района по пути следования регаты осуществляли корабли Черноморского Флота России. Гоночный и протестовый комитеты были представлены судьями международной и национальной категорий. Большинство участников регаты имели спортивные звания Мастер спорта России и Мастер спорта России международного класса.
Оргкомитет:
- Главный меритель регаты — Пеймер Леонид Маркович, мастер спорта СССР, Всесоюзный меритель крейсерских и Олимпийских яхт
- Председатель Гоночного комитета регаты — Нугер Рафаэль Иосифович, мастер спорта СССР, судья Всесоюзной и Всероссийской категорий, Национальный судья Украины, многократный чемпион Вооруженных Сил СССР, экс-чемпион Украины, призёр Всесоюзных парусных регат, Заслуженный тренер Украины
- Председатель протестового комитета регаты — Шайдуко Георгий Иванович, заслуженный мастер спорта СССР, серебряный призёр XXVI Олимпийских игр в Атланте, президент Всероссийской Федерации парусного спорта.

Особой миссией регаты 2011 года стало отдание долга памяти погибшим морякам и привлечение внимания общества к славной истории Русского Флота. Ядро участников составили яхтсмены из России и с Украины. Мероприятие прошло при участии Русской Православной Церкви, под патронажем Администраций Президентов России и Украины. Регата была организована в рамках Всероссийского проекта «Георгиевская ленточка». Все участники регаты несли на своих яхтах Андреевский Флаг, флаги городов-героев Севастополя, Волгограда и Москвы. Оргкомитет регаты получил приветственные послания от Русской Православной Церкви, администрации Севастополя, Севастопольского Городского Совета, МДЦ «АРТЕК», администрации Волгоградской Области, городов-героев Новороссийска, Керчи, Мурманска.
В рамках регаты в Севастополе прошёл Открытый детско-юношеский чемпионат в классах яхт «Оптимист», «Луч», «Кадет» и «Парусная доска», а также олимпийских классах, с участием 45 экипажей и более 75 участников.

#### Хроника этапов
Торжественное открытие регаты состоялось в историческом месте Славы Русского Флота — на Графской пристани Севастополя. Регата открылось построением роты почетного караула ВМФ РФ на фоне пришвартованных к Графской Пристани двух крупнейших яхт и флагмана Русского Морского Корпуса 60 футовой яхты «Орион», на которой под сопровождение оркестра Штаба Черноморского Флота был поднят флаг регаты.
- Выступления официальных лиц от России и Украины предварили торжественный молебен покровителю моряков — Святителю Николаю Мирликийскому.
- Солисты Хора Московского Морского Кадетского Корпуса имени Героев Севастополя исполняли песни, посвященные Флоту. На всех этапах регаты совершались торжественные молебны и возлагались венки в память о погибших моряках.
- Вечером 12 июня после проведения первой гонки регаты состоялось празднование 125-летия старейшего яхт-клуба России — Севастопольского императорского яхт-клуба Флота, основанного князем Оболенским по распоряжению великого князя Алексея Александровича Романова.
- Отдельным мероприятием регаты стал приход флота регаты на День 86-летия Международного детского центра «Артек» 16 июня[8].
- 18 июня, в день Торжественного закрытия регаты была восстановлена красочная историческая традиция — яхты-участницы регаты, украшенные флагами расцвечивания, прошли торжественным парадом вдоль боевых кораблей Черноморской эскадры, которые, в свою очередь, отдали встречные морские почести регате, проведенной во славу подвига Флота.[9]

Генеральным партнёром мероприятия выступил российский национальный оператор электронного правительства ОАО «Ростелеком». Регата стала масштабным спортивно-патриотическим мероприятием перед запланированным к проведению в феврале 2012 на площадке Черноморского филиала МГУ им. М. В. Ломоносова в городе-герое Севастополе первого в истории СНГ межгосударственного форума стран СНГ и Балтии «Электронное Правительство стран СНГ и Балтии». После подписания Харьковских соглашений Президентом России были даны указания по подготовке предложений и инициатив с целью улучшения жизни граждан города-героя Севастополь и Автономной Республики Крым в рамках продления пребывания Черноморского Флота России.
Вторая международная регата «Морской Корпус» и планируемый в феврале 2012 года, первый в истории стран СНГ межгосударственный форум по созданию общей экспертной площадки по электронному правительству и инновациям, станут одними из первых шагов в рамках реализации этих поручений.

### Видео
- Фильм о регате Морской Корпус 2010;
- Видео со старта регаты Морской Корпус 2010;
- Визит участников регаты на 35 батарею;
- Сюжет о регате на Россия 24;

- Пресс-конференция Главного Штаба ВМФ в РИА Новости посвященная открытию регаты «Морской Корпус 2011»;
- Презентация регаты «Морской Корпус — Города Герои 2011» в Доме Москвы в Севастополе;
- Интро регаты «Морской Корпус 2011»;
- Видео салюта торжественного закрытия регаты;
- Видео пребывания регаты в Артеке;
- Видео торжественного закрытия регаты и парада яхт против боевых кораблей ЧФ;
- Сюжет ТВЦ о регате «Морской Корпус 2011»;